# موزه آنتوان بوردل
موزهٔ آنتوان بوردل (به فرانسوی: Musée Bourdelle) یک موزهٔ هنری در پاریس، فرانسه است که در آدرس ۱۸، خیابان آنتوان بوردل، در منطقهٔ پانزدهم پاریس واقع شده است. این موزه در کارگاه قدیمی مجسمه‌ساز فرانسوی، آنتوان بوردل (۱۸۶۱–۱۹۲۹) قرار دارد. موزه همه‌روزه به‌جز دوشنبه‌ها باز است و ورود به مجموعه‌های دائمی آن رایگان می‌باشد. نزدیک‌ترین ایستگاه‌های مترو به این موزه، ایستگاه‌های فالگیر و مونپارناس–بی‌ین‌وِنُو هستند.

## تاریخچه
این موزه کارگاه آنتوان بوردل را حفظ کرده و نمونه‌ای از آتلیه‌های پاریسی اواخر قرن نوزدهم و اوایل قرن بیستم را ارائه می‌دهد. بوردل از سال ۱۸۸۵ تا ۱۹۲۹ در این مکان فعالیت می‌کرد. در سال ۱۹۲۲، بوردل برنامه‌هایی برای تبدیل کارگاه خود به موزه آغاز کرد. در اوایل دههٔ ۱۹۳۰، گابریل کوگناک بودجه‌ای برای خرید این کارگاه فراهم کرد تا از پراکندگی آثار باقی‌مانده هنرمند جلوگیری شود. موزه در سال ۱۹۴۹ افتتاح شد، در سال ۱۹۶۱ توسط معمار آنری گوتروشه گسترش یافت و در سال ۱۹۹۲ توسط کریستین دو پورتزامپارک دوباره توسعه یافت. یک موزهٔ باغ دوم بوردل در اگریویل توسط وارثان او در اواخر دههٔ ۱۹۶۰ تأسیس شد که ۵۶ مجسمهٔ دیگر از آثار او را در خود جای داده است.

## مجموعه‌ها
امروزه، این موزه بیش از ۵۰۰ اثر شامل مجسمه‌های مرمر، گچ و برنز، نقاشی‌ها، پاستل‌ها، طرح‌های فرسکو و مجموعهٔ شخصی بوردل از آثار هنرمندانی مانند اوژن کاری‌یر، اوژن دولاکروا، ژان آگوست دومینیک انگر، آدولف ژوزف توماس مونتی‌چلی، پیر پویویس دو شاوان و اگوست رودن را دربردارد. همچنین شامل قالب‌های گچی اصلی برخی از بهترین آثار او از جمله ۲۱ مطالعه از لودویگ فان بتهوون، بایگانی اسناد و نسخه‌های او از آثار یونانی و قرون وسطایی است. از ژوئن ۲۰۱۲، بازدیدکنندگان موزه مسیر متفاوتی را از طریق مجموعه‌های دائمی دنبال می‌کنند که آموزشی، زمانی و هماهنگ با آثار است و تحول هنری بوردل را برجسته می‌کند.

## مدیریت
موزهٔ بوردل یکی از چهارده موزهٔ شهر پاریس است که از ۱ ژانویه ۲۰۱۳ تحت نظارت نهاد عمومی فرانسوی «پاریس موزه» قرار گرفته‌اند.

## بازسازی
این موزه پس از دو سال بازسازی گسترده، در مارس ۲۰۲۳ مجدداً افتتاح شد.